# Васпитање
Васпитање је процес планског и систематског усавршавања сензомоторних, интелектуалних, емоционалних, моралних и духовних својстава и способности детета, али и одраслог. Као облик социјализације, васпитање је усмерено на уобличавање понашања у социјално пожељном смеру. Овај процес може бити индивидуалан и групни. Према свом предмету, васпитање може бити физичко, интелектуално, морално, естетско или религијско.
Под васпитањем се подразумева све што људи предузимају са циљем формирања личности индивидуе (развој свих потенцијала, естетских и моралних вредности, усвајање знања, вештина и навика…).
Основно полазиште у разматрању односа васпитања и образовања састоји се у томе што се оба ова процеса међусобно садрже и прожимају при чему се често истиче да је васпитање шири и свеобухватнији појам и процес који у себи неминовно и координирано садржи процес образовања. У суштини, може се рећи да је васпитање свеукупно педагошко деловање на све сфере човековог бића, умерено на изграђивање и формирање целовите људске личности у ширу сферу спада и њена образованост. Образовање је, дакле, део ширег процеса васпитања који је усмерен на стицање знања и развој (практичних) способности личности. Међутим, иако су оба ова процеса строго условљена и међусобно координирана у наукама и теоријама о образовању и васпитању они се посебно разматрају и проучавају и то као посебни и основни педагошко-андрагошки појмови и процеси.
Беба долази на свет са потенцијалима који јој омогућавају да их развија у одређеном правцу. Беба је биће у настајању.

## Обележја људске врсте
Из овог биолошког дефицита проистичу два обележја људске врсте:
- васпитљивост — могућност да се буде васпитан. Бебина недовршеност отвара велике могућности развоја у смислу домена и у смислу разноврсности;
- неопходност васпитања — васпитање је нужан чинилац у процесу израстања бебе која долази на свет. Иако беба наслеђем доноси одређене органе за говор, то није довољно да она и овлада говором. Тек кроз интеракцију са другим људима она ће моћи да развије свој потенцијал.

Са историјским развојем друштва и променама у производњи, кроз индустријализацију, дошло је до промена и у породици. Економски и друштвени процеси, као последица, изменили су производну функцију породице и довели до промена у њеном положају и структури. Када је у питању предшколско васпитање и развој, јавља се потреба да се деца запослених родитеља збрину.

## Облици васпитања
Два су основна облика васпитања:
- Примарно васпитање или примарна социјализација, која се везује за породицу као примарну друштвену групу и постиже се кроз љубав, топлину и афективност;
- Секундарно васпитање или секундарна социјализација, која се остварује кроз друге друштвене групе као што су школа, групе вршњака, разноврсне друштвене организације и слично.

## Развој васпитања
У развоју васпитања јављају се два основна процеса:
1. Професионализација и институционализација — васпитање се издваја у посебну делатност и институционализује као посебна делатност. Васпитање се не дешава више само у оквиру породице, већ се јављају и јавне, професионалне институције са професионалним и стручним сарадницима и особљем. јављају се чувалишта која су имала одређени васпитни ефекат.
2. Усложњавање и диференцијација — васпитање престаје да буде једнообразно за све. Диференцира се према узрасту (предшколско, основна школа, средња школа,…), способностима (васпитање у установама за здраву децу, специјално васпитање,…), полу (нема неких специфичности, осим према традицији). Као последица диференцирања јавља се разлика између васпитања и образовања.

## Васпитање као друштвени феномен
Васпитање се може сматрати друштвеним феноменом с обзиром да је човек у суштини друштвено биће (друштво се успоставило ради задовољења потреба људи). Друштвени интерес се, у овом погледу, огледа у настојању да систем вредности одређеног друштва постане систем вредности индивидуе, у чему васпитање представља кључни чинилац. Такође се огледа и у потреби да се процесом васпитања формирају личности које ће касније бити у стању да ефикасно учествују у друштву и да допринесу његовом даљем развоју (посебно је изражен економски интерес друштва).

## Васпитање као индивидуални феномен
Свака индивидуа носи јединствени потенцијал (који је у великој мери генетски детерминисан), па се самим тим и развија као јединствена, непоновљива личност. У том смислу, основни циљ васпитања је да омогући, подстакне и унапреди развој индивидуе. Принцип индивидуалности подразумева да, свака активност у процесу васпитања, треба да узима у обзир индивидуалне специфичности васпитаника. Ово је посебно важна карактеристика у настави- сваки ученик треба да напредује у складу са својим могућностима. Индивидуализација у настави се постиже кроз:
- упошљавање оних способности које још увек нису развијене;
- подстицање активности које омогућавају развој интересовања (проблем може да настане када се садржај рада не поклапа са склоностима ученика);
- омогућавање рада у групи или самосталног рада, као и давање шансе ученицима да раде оним темпом који им одговара;
- стварање радних навика и усклађивање образовних аспирација са стварним могућностима ученика.[2]

## Процесуалност васпитања
Васпитање увек има карактеристике тока и процеса, односно представља систем активности које треба да омогуће развој унутрашњих процеса индивидуе. Другим речима, васпитање је спољашњи процес којим се остварује деловање на унутрашњи процес изградње психофизичких структура индивидуе.
Развој индивидуе се једним делом одвија под дејством васпитања, а другим делом на основу наслеђа, средине и активности индивидуе. У том смислу, учење може да се подели на интенционално (осмишљено и одвија се у склопу процеса васпитања и образовања) и функционално учење (у спонтаним ситуацијама свакодневног живота). Негативно оријентисани утицаји који долазе из свакодневних ситуација могу да створе конфликт међу вредносним структурама и знатно ослабе ниво интензитета активности у процесу васпитања.

## Социјализација
Процес социјализације суштински повезује васпитање као друштвени и индивидуални феномен. Социјализација представља скуп разнородних утицаја на индивидуу који се односе на њено оспособљавање за живот у друштву. Ови утицаји су, у неким случајевима, ненамерни, спонтани, па чак и негативно оријентисани. И само васпитање, на неки начин, представља социјализацију индивидуе, с тим да је оно намерна, систематска и методичка социјализација, вођена циљем васпитања.

## Васпитање и образовање
Васпитање и образовање су тесно повезани и заједно чине целовит васпитно-образовни процес, па постоји проблем при јасном разграничавању ова два појма. Образовање је срж процеса васпитања и однос између васпитања и образовања се може означити као однос између општег и посебног. Васпитно-образовни процеси се могу разврстати на три нивоа:
1. Учење и сазнавање- процес усвајања знања, умења и навика (образовање); представља основни предуслов развоја било које способности; са формирањем личности је повезано кроз сазнајну компоненту ставова и вредности.
2. Развој способности- процес развијања психичких и физичких способности (васпитање у ужем смислу).
3. Формирање личности- процес формирања погледа на свет, емоционалног и моралног живота личности у целини (васпитање у ширем смислу).

Настава представља најорганизованији и најсистематичнији модел реализације процеса васпитања и образовања. Поред систематичности и организованости, својствене су јој и друге карактеристике васпитања, као што су свесност, намерност, целисходност и процесуалност. Наставни план и програм, организација наставе, облици рада и наставне методе су саставни део система и процеса наставе. Настава представља сложен и динамичан систем, а дидактички принцип подразумева да све што се одвија у процесу наставе треба да буде у складу са циљем оптималног функционисања овог система. Кроз наставу се остварује модел повезаности знања у кохерентни систем.

## Остали чиниоци развоја индивидуе
Васпитање није једини чинилац развоја већ ту спадају и наслеђе, утицај средине и активности индивидуе.
Како ће се одвијати процес развоја и који ће домети бити остварени, у великој мери зависи од наследних фактора, односно генетске основе. Скуп особина које особа доноси рођењем назива се генотип, док је скуп особина које настају развојем тих предиспозиција фенотип. Процес сазревања је у основи биолошки процес који се одвија по одређеним законитостима, а са циљем реализације свих наследно утврђених могућности организма.
Теорије у којима се истиче пресудни значај наслеђа се називају нативистичким или теоријама ’плаве крви’. Код њих је заступљено становиште педагошког песимизма, односно веровање да се васпитањем не може остварити значајан утицај на развој.
Свака особа постоји у мање или више сложеној средини, где се може говорити о једносмерним (од средине ка индивидуи) и двосмерним утицајима (када се успоставља међусобна интеракција). Добра социјална стимулација је један од најважнијих услова за развој индивидуе, па је тако главни смисао васпитања да осмисли развојно подстицајну средину. Утицаји из средине су углавном случајни и неорганизовани, односно немају класичне карактеристике васпитања. Друштво вршњака у великој мери обликује свест индивидуе и утицаји који одавде долазе могу бити позитивно или негативно оријентисани у зависности од тога да ли су у складу са генералним системом вредности друштва. Велики утицај у данашње време имају и средства масовних комуникација. Главна карактеристика срединских фактора развоја јесте неусклађеност различитих утицаја.
Идеје које потенцирају значај средине и васпитања за индивидуални развој се виде кроз емпиристичке и социолошке теорије. Овде се заузима становиште педагошког оптимизма, где често долази до пренаглашавања значаја васпитања. Ове теорије воде порекло од руског психолога Виготског.
Развој индивидуе се остварује и под утицајем разноврсних активности које она упражњава. Потреба за активношћу представља основну карактеристику свих живих бића, што се код људи види од најранијег периода (рефлексне реакције на спољашње надражаје). Склоност ка пасивности више представља карактеристику појединих стања, него генерално својство људске врсте. Доказано је да постоје сензитивни периоди развоја када упражњавање одређених активности даје оптималне резултате.

## Начини гледања на човека и на васпитање
Постоје два начина гледања на човека и на васпитање:
1. Бихевиористички (функционални) — добар пример је васпитање у Спарти (васпитање = мењање; претње и казне);
2. Феноменолошки (хуманистички) — добар пример је васпитање у Атини (васпитање прати природу детета).

## Историја васпитања
Васпитање је одувек имало важну, прогресивну улогу у филогенетском (развој друштва) и онтогенетском (развој индивидуе) развоју човека, као и у развоју друштвеног живота и друштвених односа. Васпитање као делатност је стара колико и човек и друштво, као облик организовања људи кроз историју. Један од начина да се сагледа комплексност процеса развоја васпитања кроз историју односи се на разматрање основних карактеристика васпитања у оквиру историјских епоха.